# 起泡 (细胞生物学)

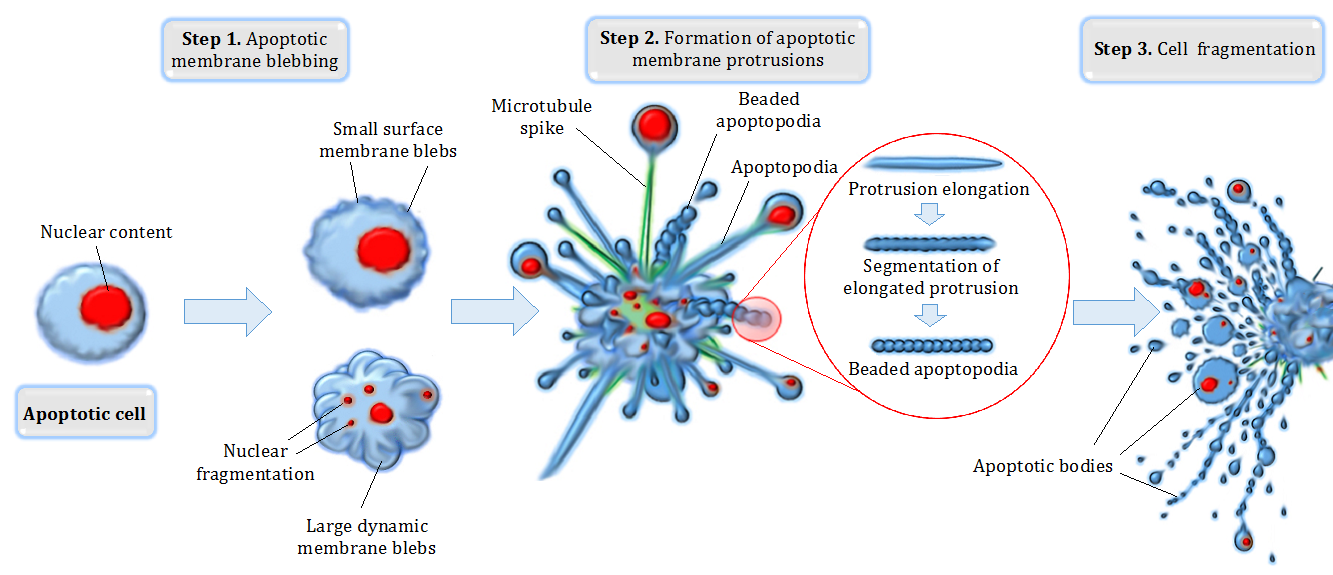
在细胞凋亡过程中，起泡是细胞解体的第一阶段（左）。

在细胞生物学中，泡（英语：bleb）是细胞膜的凸起，其特征是球形、体积大的形态。它的特点是细胞骨架与质膜的去耦，降解细胞的内部结构，允许细胞分离成细胞间基质的单个凸起或口袋所需的灵活性。最常见的是，泡出现在细胞凋亡（程序性细胞死亡）中，但也见于其他非凋亡功能。起泡（英语：blebbing或zeiosis）是泡的形成。

## 形成

### 初始与扩张
当细胞皮层经历肌动球蛋白收缩时，泡的生长是由细胞质中产生的细胞内压力驱动的。膜-细胞皮层相互作用的破坏取决于肌球蛋白ATP酶的活性。泡的起始受三个主要因素的影响：高细胞内压力、皮质-膜连接蛋白数量减少和细胞皮层退化。肌动蛋白皮层和膜之间连接的完整性取决于皮层的完整性以及连接这两个结构的蛋白质数量。当这种完整性受到损害时，增加的压力能够使膜从细胞的其余部分凸出。这些因素中只有一个或两个的存在通常不足以推动泡的形成。气泡的形成也与肌球蛋白收缩性的增加和局部肌球蛋白活性的增加有关。
气泡的形成可以通过两种方式开始：1）通过皮质的局部破裂或2）通过皮质与质膜的局部分离。这会产生一个细胞质流过的薄弱点，通过从皮层撕裂膜来增加表面积，从而导致膜隆起的扩张，在此期间，肌动蛋白水平降低。细胞质流动由细胞内的静水压力驱动。细胞质流动由细胞内的静水压力驱动。在气泡能够扩张之前，压力必须建立到足以达到阈值的程度。该阈值是克服质膜对变形的阻力所需的压力量。

### 人工诱导
气泡的形成已经通过不同方法在多个实验室细胞模型中实现人工诱导。通过将微移液管插入细胞中，可以快速吸出细胞，直到皮质-膜键破坏导致起泡。激光烧蚀和注射肌动蛋白解聚药物也导致皮质-膜键断裂，这两种情况最终导致细胞膜起泡。人工增加的肌球蛋白收缩性水平也被证明可以诱导细胞中的起泡。一些病毒，如痘病毒科痘苗病毒，已被证明会在细胞中与表面蛋白结合时诱导起泡。虽然确切的机制尚未完全了解，但这一过程对于胞吞病毒粒子和随后的感染至关重要。

## 细胞功能

### 凋亡功能
起泡是细胞凋亡的明确特征之一。在细胞凋亡（细胞程序性死亡）期间，细胞的细胞骨架破裂并导致细胞膜向外凸出。这些凸起会从细胞中分离出来，带走一部分细胞质，被称为凋亡泡。吞噬细胞最终会消耗掉这些碎片，而这些成分会被回收利用。
在细胞凋亡中识别出两种类型的泡。起初，小表面泡形成。在后期阶段，可能会出现更大的所谓动态泡，这些泡可能携带更大的细胞器碎片，例如破碎的凋亡细胞核的更大部分。

### 细胞迁徙功能
泡与板状伪足一起在细胞迁移中起重要作用。迁移细胞能够极化泡的形成，因此起泡仅发生在细胞的前沿。2D移动细胞能够使用黏附分子在其环境中获得牵引力，而气泡则在前沿形成。通过形成一个泡，细胞的质心向前移动，细胞质的整体运动就完成了。还已知细胞通过称为烟囱（chimneying）的过程完成基于3D气泡的运动。在这个过程中，细胞通过挤压自身对顶部和底部基板施加压力，导致前沿上的气泡生长，细胞向前净移动。

### 杂项功能
起泡在其他细胞过程中也具有重要功能，包括细胞运动、细胞分裂和物理或化学压力。在细胞周期的某些阶段，可以在培养的细胞中观察到泡。这些气泡用于胚胎形成中的细胞运动。泡的类型差异很大，包括泡的生长率、大小、含量和肌动蛋白含量的变化。它还在所有五种坏死中发挥重要作用，这是一个通常有害的过程。然而，细胞器不会扩散成坏死泡。

## 抑制

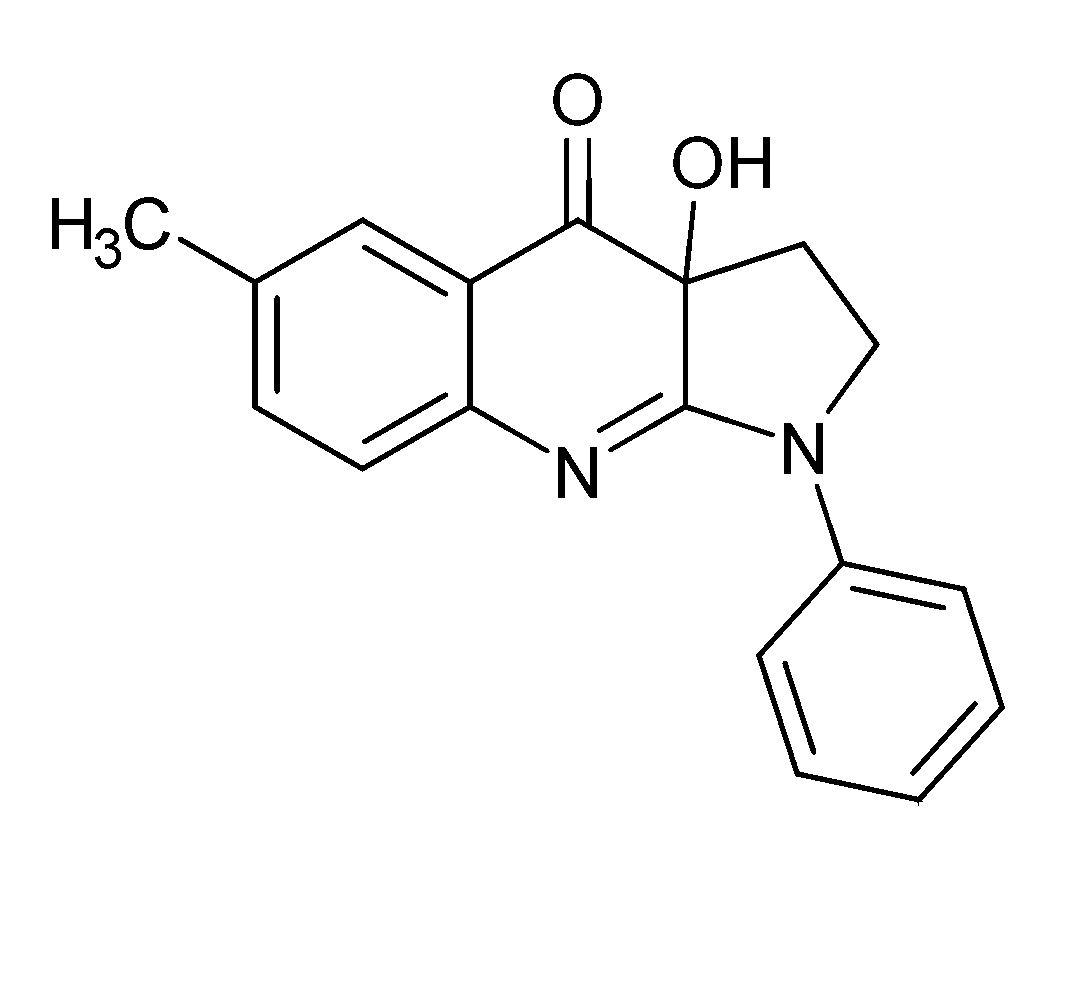
布雷他汀的化学结构

在2004年，一种名为布雷他汀的化学物质被证明可以抑制泡的形成。该试剂是在筛选非肌肉肌球蛋白IIA的小分子抑制剂时发现的。布雷他汀通过在肌动蛋白结合位点和ATP结合位点附近结合来变构抑制肌球蛋白II。这种相互作用稳定了一种不与肌动蛋白结合的肌球蛋白II，从而降低了肌球蛋白与肌动蛋白的亲和力。通过干扰肌球蛋白功能，布雷他汀改变了冲击细胞骨架-膜界面的收缩力，并防止了起泡所需的细胞内压力的增加。布雷他汀已被研究用于治疗纤维化、癌症和神经损伤的潜在医学用途。然而，布雷他汀具有细胞毒性、光敏性和荧光性，因此需要开发新的衍生物来解决这些问题。一些值得注意的衍生物包括叠氮布雷他汀、对硝基布雷他汀和对氨基布雷他汀。